# Hardline II
Hardline II è il secondo album degli Hardline, pubblicato nel 2002 per la Frontiers Records.

## Tracce
1. Hold Me Down (Burch, Gioeli) 4:01
2. Y (Burch, Gioeli) 4:34
3. Paralyzed (Gioeli, Mirkovich, Tanner) 4:52
4. Face the Night (Gioeli) 4:23
5. Do or Die (Burch, Gioeli) 4:15
6. Hey Girl (Burch, Gioeli) 4:33
7. Only a Night (Gioeli) 4:10
8. Your Eyes (Burch, Gioeli) 3:35
9. Weight (Gioeli, Tafolla) 3:21
10. Way It Is, Way It Goes (Burch, Gioeli, Tafolla) 5:19
11. This Gift (Gioeli, Schon) 3:39

### Bonus track (solo Giappone)
- 12. Only A Night

## Formazione
- Johnny Gioeli - voce
- Joey Gioeli - chitarra
- Josh Ramos - chitarra
- Chris Maloney - basso
- Bob Rock - batteria
- Michael T. Ross - tastiere